# 张廷谔
张廷谔（1890年—1973年7月27日），字直卿，河北丰润人，中华民国政治人物。张曾于1923年任北洋政府国务院秘书长，并于1934年及1945年两次出任天津市长。

## 早年
张廷谔1890年生于直隸省丰润县。早年东渡日本留学，先学半年日语，再入大阪工业专科学校读书。受孙中山先生的影响，张廷谔向往革命，立志推翻满清，实行民主，建立共和。

## 辛亥革命
1911年张廷谔21岁，辛亥革命爆发，武昌首义，各地响应，很多留日同学纷纷回到南方参加革命。鉴于北方革命势力较弱，张廷谔又是河北人，立刻束装返国回北方参加革命。先到天津谋炸满清大员未成，后到滦州找张绍曾，因清第20镇统制张绍曾也曾留日并是当时北方军人中赞成革命最著名者。
张绍曾奉调由沈阳入关，至滦州按兵不动，提出宪制改革十二条，准备进攻北京。1911年11月12日，张廷谔随张绍曾部第79标第一营督队官施从云，第二营管带王进铭在滦州起义，京师震动，但不幸遭第三营管带张建功暗算，施，王牺牲。张廷谔被指为乱党通缉追捕。张廷谔为逃避追捕，九死一生，连夜逃出滦州至东北，但找不到革命党，便搭船到烟台，受革命军委派到山东黄县任县长。
数月后，辛亥革命成功，清廷退位，宣布共和，张廷谔毅然弃官求学到天津高等工业学堂学习机械。

## 建國後經歷
张廷谔1914年毕业后被直隶巡案使朱家宝委任为轮船局长兼直隶航运局理事，此局由海军和直隶省政府共管，轮船航行北方各港口，局长权力甚重。1914年张廷谔担任直隶省议员，后省议会被袁世凯解散，到1917年恢复后张廷谔再次当选省议员。

### 軼事
张廷谔任航運局理事時努力开辟航线，增加船只，并坚持原则，不畏权贵。曹锟堂弟曹彬在航运局当船长，因酗酒屡不按时开船被张廷谔开除。曹彬说：“你敢开除我？三天我就回来。”张廷谔带着行李卷去求见直隶省长——曹锟的弟弟「曹锐」。曹锐说：“你开除的对，做船长的怎可随便误时。”此后无人敢不准时开船。
1917年津沽发大水，张廷谔乘轮经过独流镇，逢山洪爆发淹没房屋，河堤聚集数千民众呼救，河堤也已十分危险。张廷谔令靠岸救援，轮机长说:「万万不可，船载人有限，这麽多人争相逃命会翻船。」张廷谔将船停靠离岸寻丈远对岸上众人说：“大家听我的，先老弱，后妇孺，壮者殿后。一船往返不够，我还会叫多船来救，如果大家不相信我，我愿上岸作人质。”张廷谔登岸指挥直到所有民众都转移到安全地方才随最后一船离开。

## 筹划庐山「国是会议」谋求统一
张廷谔积极参加政治活动是在1919年直皖战争后。张廷谔因参加滦州起义，与张绍曾交情甚深。当时黄郛也住天津，他们三人对连年军阀混战，百性流离失所，中国不能统一而痛心疾首。由于志同道合，张廷谔同张绍曾、黄郛三人结拜为兄弟。他们主张联络南北各方实力人物，召开「国是会议」，停止内战，和平谈判，谋求中国和平统一。由张绍曾主持，因张廷谔年纪最轻，负责到全国连络各地实力人物如洛阳吴佩孚，山东田中玉，湖南赵锡恒，东北张学良等。经过不断奔波，1921年9月2日，张绍曾正式通电全国主张在庐山召开国是会议，希望和平解决南北纷争，以谋全国统一。曹锟，张作霖，吴佩孚三巡阅使联电赞成。但1922年4月的直奉战争使南北和平的希望破灭。他们和平统一的努力虽然失败，但张廷谔和全国各地的实力人物也建立了不错的关系。
张廷谔还与住在天津的严复、严范孙、梁启超、吴毓麟、张伯苓等交往密切，结为挚友。1922年起张廷谔曾任山东盐运使兼「接收青岛委员会」委员（中国从日本手中收回青岛）、山西河东盐运使、北京电报局局长兼直鲁电政监督等职。

## 任国务院秘书长与主持摄政内阁
1923年1月4日，张绍曾出任国务总理，33岁的张廷谔被任命为国务院秘书长。张廷谔接任秘书长之前担心自己年轻，国务院里又有多位秘书是六七十岁的翰林，张廷谔亲自到山西请来两位曾在军机处工作过的宿学元老到国务院任顾问帮张廷谔的忙。张廷谔到国务院后，调阅了大量自清末军机处到当时国务院的档案，为处理国务院的事务建立了一套制度，精简内部八大参议及八大秘书的工作程序，以节省时间增加效率；每天下午五点半集合全体人员开会检讨当日工作；参议及秘书集中办公等。这套办法后成为国务院的制度。4月张廷谔代表国务院和康有为一同去洛阳为吴佩孚祝五十大寿。在吴的招待所，张廷谔请康写幅祝寿联，康不加思索就写出有名的贺联：「牧野鹰扬，百岁勋名才一半；洛阳虎踞，八方风雨会中州。」
6月6日国务总理张绍曾被迫通电下野出京。6月13日大总统黎元洪也离京赴天津。6月14日起，国务院摄行总统职权。内阁多位部长宣布离职，新任部长也多不到任，政治人物忙于为曹锟贿选总统。张廷谔与内政部长高凌霨主持摄政内阁，主理国务院的事务，维系政府的运作。在这期间，处理「山东临城火车大劫案」、「通知联络国会安排选举总统」、「处理税收的征交及各项财政的分配」、「筹措军队欠饷」、还为「维护中国尊严和日本交涉」。7月17日日本公使「芳泽谦洁田」抵北京履新，不呈递国书就要执行职务，张廷谔下令拒绝承认。
日本还利用外国驻华使节团当年轮值国的便利（辛丑条约），不把按例应交的关余及盐余税交到国务院，企图在动荡不安的局面下让中国发不出薪饷而激起兵变。张廷谔屡经交涉才获解决。10月10日曹锟任总统，10月12日高凌霨暂代国务总理，政府仍处于真空状态中，张廷谔仍主理总统府和国务院的政务，内阁拖了三个月后直到1924年1月孙宝琦组阁才完成。
张廷谔卸任秘书长后，曹锟要阎锡山让出山西省长与张廷谔，张廷谔在山西盐运使期间与阎锡山相熟，张廷谔到山西看阎锡山，阎锡山表欢迎，张廷谔回京告诉曹锟，阎锡山山西治的不错，不要派人去。后政府发表张廷谔为盐务署署长，张廷谔未就职，转任总统府高级顾问。
冯玉祥曾是张绍曾的部属和儿女亲家，张廷谔和黄郛也与冯玉祥关系甚深，张廷谔常陪黄郛去北京南苑为冯玉祥的军队讲演，宣传革命道理。之前吴佩孚对冯玉祥不满，冯曾求助于张绍曾和张廷谔，两张向曹锟说项，才有冯玉祥陆军巡阅史的任命。1924年9月张廷谔和冯玉祥去见曹锟推荐黄郛入阁任教育部长。一个月后，冯玉祥北京兵变囚禁了曹锟，黄郛乃代理国务总理并摄行总统职权，为时不及一个月就因段琪瑞为执政的临时执政府成立而辞职，张廷谔亦暂离政界。
三年后，吴佩孚东山再起，国民军受奉军压迫有向直系投诚意，张廷谔为消弥战祸，居间斡旋，然事终未成。国民军撤出北京时，曹锟获释，张廷谔护送赴保定再转郑州，1928年又陪其北返，寓居天津。

## 出任天津市市长

### 出任天津市市长
张廷谔离开政坛后，经营生意，获利甚丰。1927年3月21日张绍曾被刺令张廷谔十分悲痛，已无意于仕途。1933年黄郛任行政院驻北平政务委员会委员长时因调换北平警察局长，与奉系军阀发生冲突，逼得黄愤而南返。因张廷谔和黄郛有金兰之契，奉系推张廷谔去请黄回来。张廷谔南下见蒋介石请黄郛回北平，并解决了黄与奉系之间的纠纷。1934年11月，黄报请蒋介石和张学良推荐张廷谔为天津市长。11月9日，发表天津改为特别市，张廷谔任天津市长。

### 与日本人的关系
九一八事变后，日本得寸进尺，进窥平津，挑衅生事，危机四伏。张廷谔任天津市长的主要任务就是与野心勃勃的日本人周旋和斗争，实为抗日的政治前哨战。张廷谔对日本人素无好感，尤其在国务院秘书长与摄政期间，对日本人的行为更是深恶痛绝。天津修葺孔庙典礼时日本议员小林讲演中问全场：“孔子是中国人，抑日本人？孔子如中国人也，何以中国之明伦堂有改为中山堂，而日本人却修葺孔庙？”张廷谔愤而反驳道：“孔子之道忠恕而已矣，何为忠，尽己之为忠，何为恕，推己之为恕，余曾留学日本，遍读日本书，寻不到恕字，余以为日本缺乏恕道，孔子是中国人，抑日本人，可知矣。”小林哑口无言。日本人先是威胁利用，土肥原贤二曾对张说：‘张市长，你听日本的，华北是你的。’张廷谔回答：“老土，你能忘记我们是不同国籍吗？中国决不会亡在你们日本人手里！”由于张廷谔不妥协，不受日本人利用，被日本人视为眼中盯，必欲除之而后快。日本人就开始捣乱，每天夜间日本人，高丽棒子和被收买的地痞流氓，从日租界出来，在城门附近放枪骚扰。很多人劝张廷谔，不要得罪日本人，会有生命危险，但张廷谔处之泰然不为所惧。
1935年5月11日，日军以天津日租界日本陆军特务机关资助的《国权报》社长胡恩薄，《振报》主笔白逾恒被杀事件为借口，向军事委员会北平分会代理委员长何应钦抗议，指河北省主席于学忠，天津市长张廷谔为暗杀主使人，扬言要逮捕张廷谔。天津日本驻屯军队变本加利，公然向中方示威，连日以坦克车，轻炮，和机关枪全副武装列队在天津市政府周围武装游行，日军飞机也在北平、天津上空任意盘旋，并在天津举行巷战演习。日军官兵公开辱骂张廷谔等中方官员，在市政府及公安局门前架起机枪、席地而坐、侮辱谩骂、随地便溺、肆意挑衅。5月29日，日本天津驻屯军参谋长酒井隆和日本驻华使馆武官高坦桥面见何应钦，要求罢免于学忠，张廷谔并于张廷谔去后继任者必须为亲日分子。随后，何应钦电话告知：“张市长，酒井隆要你辞职。”张廷谔答：“我没做错，中央可以免我，我决不辞职。如果日本驻屯军参谋长要我辞就辞，我到底是日本官吏，还是中国官吏？”同时打电报给行政院长汪精卫表明立场。日本人对张廷谔恨之入骨，一再要求罢免张廷谔，在这万分危机的时刻，张廷谔已作好了牺牲的准备。
1935年6月何应钦和日本梅津美治郎签署的「何梅协定」将“于学忠及张廷谔一派之罢免”作为第一条第一款，中央政府以张“南下另有任用”为由卸职。

### 治理城市
张廷谔在市长任内除和日本人斗争外，在市政建设及整顿社会治安方面也作了不少事：
- 焚毒与戒毒 大力打击毒品，禁止吸大烟打吗啡，扩充戒毒所，发行戒毒奖券并向社会募捐；对制造，贩运毒品者判处徒刑，对最大恶极毒贩如张鸣歧，周茹桢等执行枪决。
- 教育 天津市人口逾百万，但文盲佔60％，张廷谔重视教育，积极筹措经费，实施强迫教育；注重发展小学教育，师范教育，职业教育，民众教育。
- 现场办公 张廷谔每日上午半天轮流赴教育，社会，工务等各局现场办公，以兴利除弊，简化办公手续，增加行政效率。
- 财政公开 市财政收支每月公布，收支透明，加强稽核。
- 公共卫生 为整顿公共卫生，提高卫生管理水平，张廷谔在市政府设立卫生处并亲自兼处长，加强医院管理，注重防疫，种痘，厕所卫生等。
- 整顿市容 市内租界因墙子河污水泛滥，使猩红热等传染病流行。张组织挖通墙子河及北运河以排泄污水，工程经费由张召集英法日三国领事摊款。
- 筹建贫民住宅

张廷谔任天津市长仅半年多，曾被张季鸾誉为“政绩空前”。《大公报》在社评中指出：“试观张廷谔氏长天津市政，不过半年，以其颇能勤而公平，廉而有为，受代之日，论者惜之。”（《大公报》1935年6月30日「速谋改善河北地方政治」）
张廷谔被迫辞职后到南京和黄郛在一起，蒋介石与黄曾结拜为兄弟，蒋特来黄郛家安抚张，张廷谔拒见蒋介石。黄郛问张廷谔：“为什么不见他，他对你很好？”张廷谔说：“我不怕死，政府却怕成这样！” “七七事变”后，蒋介石电召张廷谔去庐山参加抗日会议，张廷谔赶到庐山会已结束，又被召赴南京，但南京正遭日本飞机轰炸，只好转到上海租界暂住。王克敏由香港到沪，劝张廷谔回北方，张廷谔说：“王三爷我劝你，和日本人在一起没有好下场。”王克敏还是北上组织了伪政府。1939年汪精卫到了上海，有一次在宴会上有人问张汪精卫是否汉奸，张廷谔脱口而出：“汪精卫岂止是汉奸，他是汉奸之尤者。”这句话立刻传到特务耳中。不久汪精卫召见张廷谔，汪问张廷谔：“你对我这次回来，有什么看法？”张廷谔以我不入地狱谁入地狱的话敷衍汪。张廷谔辞出后当夜11点和天津商会会长姬奠川未买票假装上船送客登上上海开往香港的英国轮。船到汕头突遭日本人上船检查，张廷谔说是去香港开会的银行董事骗了过去。安抵香港才知张廷谔离开上海三个小时后就有特务打电话到张家，问张廷谔为什麽走了。

## 抗战胜利后

### 再任天津市市长
1945年抗战胜利在望，蒋介石在中央训练团举行朝会后对张廷谔说：“准备复员，最高委员会决定请你任北平市长。”张廷谔立刻开始组织北平市政府复员筹备及人事安排等工作。不久日本投降，政学系元老吴鼎昌，张群等向蒋介石建议鉴于当时天津有接收日本物资，遣返日本在华北30万日侨，美军在塘沽登陆等工作，张廷谔最了解天津的情况，何况张廷谔是在天津被日本人逼迫去职，最好改派张去天津。张伯苓也劝张廷谔：“日本物资集中天津，况且你去天津一人可顶千万兵。”结果蒋换熊斌为北平市长，张廷谔为天津市长。张廷谔带了天津市政府组织名单去见蒋介石，蒋说：“在北方你很熟，全部照准。”
1935年张廷谔作为天津市长被日本侵略者赶走，10年后张廷谔又复员回任天津市长，1945年10月6日代表抗战八年的中国人民接受了日本在天津的投降，亲眼见证了曾经不可一世的日本侵略者在天津的覆灭。

### 治理城市
日寇侵占天津多年，接收工作千头万绪，百废待理。张廷谔接任市政后立即着手做了以下工作：
- 颁布市政方针 安定人事（除汉奸外）都安心在原来的岗位上，以后再以考核工作成绩为去留。经济公开，要求市政府人事和经济方面要绝对公开，会计人员帐目要清楚，按期公布。
- 遣返日侨 遣返在津沽及华北的30余万日侨是张作为市长的重要工作。有人主张集中遣返，但张廷谔认为集中遣返耗资巨大且容易滋事，于是命就地安置，由警察监视，船到分批上船，节省了大量的费用，顺利完成了遣返任务，为其他省市所罕见，中央特电嘉奖通令全国。
- 整顿治安 恢复秩序，清查审判汉奸；为纪念抗战忠烈，将日本神社及庙宇改建为天津市抗日战争阵亡将士忠烈祠。
- 教育 增设中小学，将天津教育经费由占全市自治费的30％提高到35％；增加校数班数，市立小学学费全免；增设完全小学十所以解决因战争失学的适龄儿童；市府加拨奖学金，颁布中小学奖学金办法条例；市府贴补私立学校经费每年1亿2千万； 因私立学校经费困难，张廷谔多次召集津市银行界会商举办学贷；天津中小学多年来因冬季寒冷而提前放假，张廷谔调拨每教室半顿煤炭给于天津市300余所公私立中小学2000余间教室以延长学季；张廷谔是南开大学校董，为战前南开大学的发展和战后南开的重建做了大量的工作。
- 平抑物价安定民生 查禁黄金市场，取缔杂粮黑市，开仓平价售粮及大量日用品平售，张廷谔亲赴各区督导；冻结敌有食用油及油类，廉价出售给市民，以利民生；在汇率调整后，张廷谔多次召集各工商公会谈话，严禁投机哄抬物价，扰乱市场。
- 恢复生产 张廷谔接收了敌伪物资生活必须品工厂十余处，组织天津市公营事业管理处，努力协助安排各个工厂，尽量提前复工，增加生产，减少失业。
- 禁绝烟毒 张廷谔在第一次市长任内曾大力禁毒；回任市长后，仍把禁毒作为重要任务；张在市政府设禁毒处，颁布禁烟毒举发奖励办法，扩大戒烟设施，对种，运，售，吸，制，藏烟毒行为者实行检举，依法惩治。
- 扩大天津市区 成立都市计划委员会，除天津市中心15公里半径以内为市区外，并将附近商业重镇及交通要道如津县，杨柳青，天津新港划入天津市区范围；设筹建新市区建设委员会，张廷谔兼任主席，以推动建设大天津及新市区计划。
- 筑堤防汛 设津市防汛委员会，张廷谔任主任委员，增加民工，以工代赈，开挖墙子河内污泥，增设闸门，增修大围堤及填平堤顶以利防汛工作，完成后的南围堤为6尺高，较1939年大水最高水位5。6公尺尚高4公寸，虽然当年大雨不断，北运河水猛涨，仍避免了水患。
- 澄清吏治 市政府设告密箱，对市府所属各机构官，员，书，警，役等利用职权对市民诈欺勒索或贪污者，违反职务应为而不为，故意拖延使市民蒙受不当损失者，受理市民告密，依例调查惩处。为杜绝春节应酬请客送礼，张廷谔在报上刊登郑重声明：“无论寅僚友好，一概谢绝拜节，并要求本府及所属各局处人员，不得参加任何应酬。”

### 台湾生活

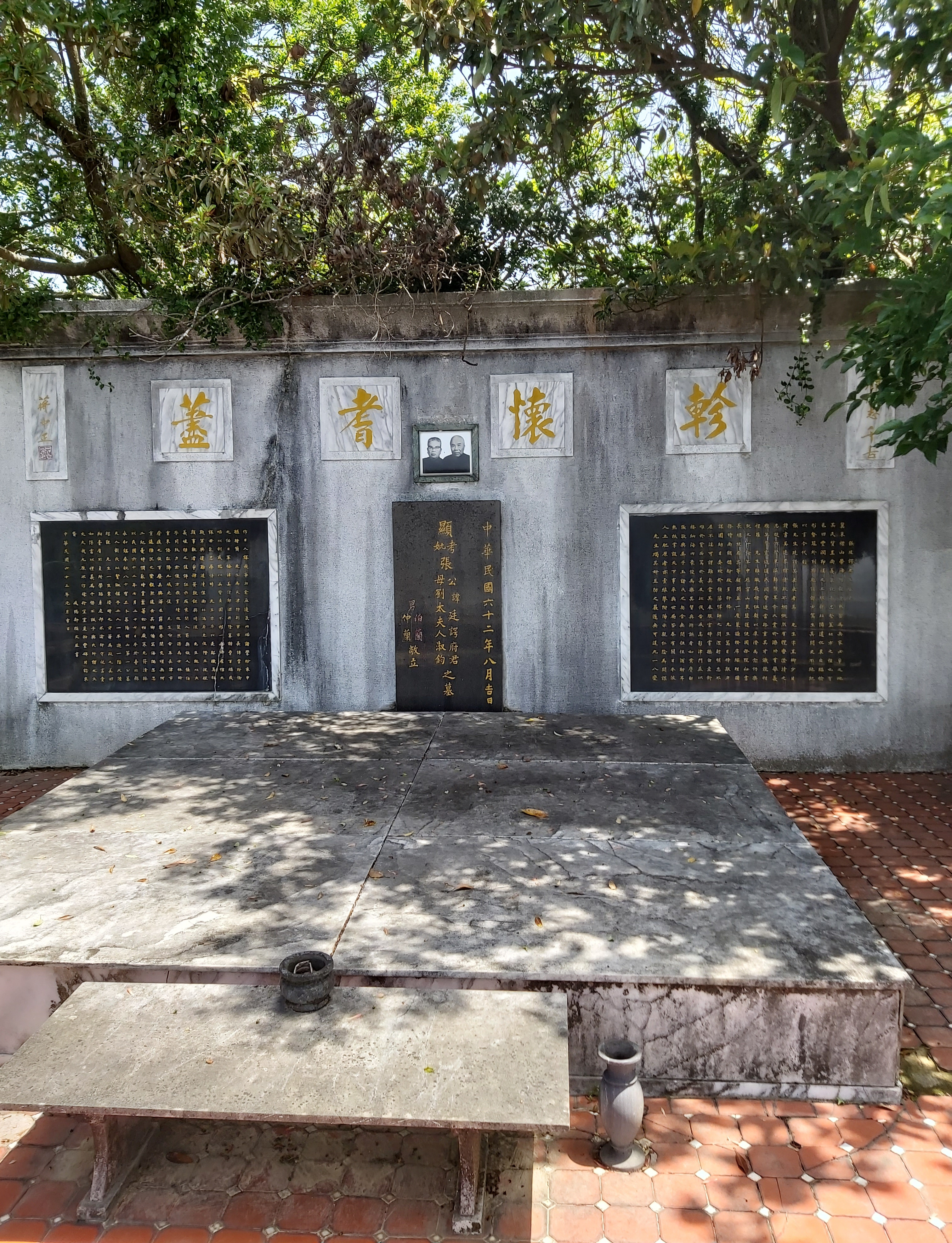
張廷諤與妻子劉淑鈞在臺北市陽明山第一公墓的墓地

抗战前为保护著名文献《海渊阁》丛书张廷谔和潘复吴毓麟等合资买下，战时被日人掠夺未及运回日本，张廷谔首创献给北平图书馆专室保存。《大公报》在1946年底的社评中说：“张廷谔氏两度出长津市黾勉从公，勤求建树，尤以第二任，值八年沦陷之后，安定地方，抚慰市民，辛劳备至，卒且损及健康。”（1946年11月1日《大公报》）46年11月张廷谔因劳致疾遂辞天津市长，调任国府顾问。
1948年张廷谔离北平去台湾，1954年被推荐为考试委员，张廷谔以用非所学而辞去。张廷谔在台热心公益乐于助人，提供奖学金给台北县及河北平津籍的学生。
张廷谔热心地方建设，台北县兴建堤防，永和分乡设镇，张廷谔多方奔走，不辞劳累，将自己在治水教育筹款治安等方面的行政经验贡献给台北县市。
张廷谔还鼓励帮助大量台湾省籍人士投入政坛，为大陆去台的外省人和台湾当地人的族群融合尽心尽力。1963年，台湾中央研究院记录了张廷谔在北洋政府时期及两度出任天津市长的经历。
张廷谔1973年7月27日病逝于台北，享壽83岁。